# ضم جزر ليوارد
ضم جزر ليوارد أو حرب ليوارد هي سلسلة من النزاعات الدبلوماسية والمسلحة بين الجمهورية الفرنسية الثالثة وممالك راياتيا تاها وهواهين وبورا بورا، ما أدى إلى غزو جزر ليوارد الواقعة في جنوب أرخبيل المحيط الهادئ لجزر المجتمع في بولينيزيا الفرنسية الحديثة.
كان هذا الصراع المرحلة الأخيرة من المقاومة الأصلية المسلحة ضد الحكم الفرنسي في جزر المجتمع، والتي بدأت في عام 1843 بالفرض القسري للحماية على مملكة تاهيتي في الحرب الفرنسية التاهيتية. ضُمن استقلال ممالك جزر ليوارد الثلاث بموجب اتفاقية جارناك، وهي اتفاقية مشتركة موقعة بين فرنسا وبريطانيا العظمى عام 1847. دفع عدم الاستقرار المستمر في الأنظمة المحلية والتهديد المتزايد للإمبراطورية الاستعمارية الألمانية الناشئة في المحيط الهادئ فرنسا إلى إعلان الجزر تحت الحماية المؤقتة في عام 1880، في انتهاك لاتفاقية 1847. في عام 1888، وافقت فرنسا وبريطانيا على إلغاء معاهدتهما السابقة والسماح للفرنسيين بضم جزر ليوارد.
من عام 1888 إلى عام 1897، قاوم سكان جزيرة ليوارد الفرنسيين بينما اندلعت الحروب الأهلية أيضًا بين الفصائل الموالية للفرنسيين والأغلبية المناهضة للفرنسيين من السكان. بدأ الصراع المسلح في عام 1887 مع تمرد القائد تيراوبو في راياتيا ضد الملك الموالي لفرنسا وإطلاق النار على ضابط فرنسي ومشاة البحرية في هواهين. أقام أهالي هواهين حكومةً ملكية منافسة بقيادة الملكة تيوه لمقاومة الفصائل الموالية لفرنسا بقيادة شقيقها الأمير ماراما توريوراي. كانت المقاومة أقوى في راياتيا وتاها، حيث تحصن القائد تيراوبو وأتباعه في الريف والجبال وسعى للتدخل البريطاني في الحرب. انتهى الصراع بقمع عنيف لتمرد الراياتي ونفي المتمردين في عام 1897.

## الاسم
أطلِق على الصراع أسماء متنوعة. أشار المؤرخ جون دومور إلى الصراع باسم حرب ليوارد في عام 1997. وأشار المؤرخ مات ك. ماتسودا في كتابه إمبراطورية الحب: تاريخ فرنسا والمحيط الهادئ: «استمرت النضالات في هواهين وبورا بورا وراياتيا على مدى عقود على أنها حرب ليوارد، يُذكر القليل من ذلك في المنحة الفرنسية في المحيط الهادئ». أطلق المعجم التاريخي لبولينيزيا على الصراع اسم الحرب التيراوبوية أو حرب تيراوبو نسبة إلى زعيم المقاومة الراياتية تيراوبوو. أشار مدرس المدرسة الفرنسية بول هوغين، الذي ألف كتاب الراياتي المقدس عام 1902 عن تاريخ وتقاليد الراياتي، إلى الصراع باسم غزو جزر ليوارد. أشار أوغست تشارلز أوجين كايو، مؤلف كتاب تواصل البولينزيين مع الحضارة 1909، إلى الصراع باسم حرب رايتي-تاها. أشار بيير إيف تولان، مؤلف مقال الانتصار الاستعماري: تاهيتي والجمهورية الثالثة 1990، إلى الصراع باسم حرب جزر ليوارد. يشير ألكسندر غوستر، مؤلف كتاب تاريخ بولينيزيا الفرنسية في 101 حدث الصادر عام 2016 إلى النزاع باسم حرب جزر ليوارد. 

## خلفية

### مقدمة
تنقسم جزر المجتمع إلى جزر ليوارد في الشمال الغربي وجزر ويندوارد أو الجزر الجورجية في الجنوب الشرقي. تشمل جزر ويندوارد تاهيتي وموريا وميهيتيا وتيتياروا وماياو. من الناحية السياسية، ضمت مملكة تاهيتي جميع جزر ويندوارد باستثناء ماياو، واحتفظت بالسيادة الاسمية على أرخبيل تواموتوس الأبعد وبعض جزر أوسترال. بحلول منتصف القرن التاسع عشر، كانت جزر ليوارد تتكون من ثلاث ممالك: مملكة هواهين وتبعية ماياو (جزء جغرافي من جزر ويندوارد)؛ ومملكة راياتي-تاها، ومملكة بورا بورا مع تبعياتها ماوبيتي وتوباي وماوبيها وموت وان ومانواي.
تحولت تاهيتي إلى المسيحية البروتستانتية من قبل جمعية لندن التبشيرية في أوائل القرن التاسع عشر. أسست سلالة بومير، رعاة المبشرين البروتستانت البريطانيين، حكمهم على تاهيتي وموريا كجزء من مملكة تاهيتي. كانت المفاهيم الغربية للممالك والدول القومية غريبة عن التاهيتيين الأصليين أو الماوهي، وهم الأشخاص الذين قُسموا إلى وحدات ومناطق قبلية محددة بشكل واسع قبل الاتصال الأوروبي. ترأس الملك المسيحي الأول، بوماري الثاني، حكومة الطبل العظيم أو حكومة العائلة، وهو تحالف تقليدي للعائلات الرئيسية المترابطة في جزر المجتمع. امتدت المسيحية إلى الجزر المتبقية بعد تحوله الملك. كان يتمتع بالسيادة الاسمية على جزر المجتمع الأخرى. أساء الأوروبيون تفسير ذلك لاحقًا على أنه سيادة أو إخضاع الجزر الأخرى لتاهيتي.